# Аура (мифология)
Аура (др.-греч. Αὔρα — дуновение, ветерок, веяние) — в древнегреческой мифологии — божество, женская персонификация лёгкого ветра, воздуха. По одной из версий, Аура — дочь Эфира и Гемеры.
Аура изображалась как красивая девушка в развевающихся одеждах, сидящая верхом на белоснежном лебеде.